# Пфальцский Лев (созвездие)

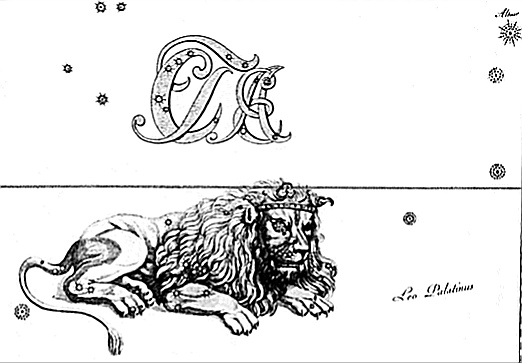

Пфальцский Лев (лат. CTEA Leo Palatinus) — отменённое созвездие. Было предложено Карлом-Йозефом Кёнигом, придворным  астрономом пфальцского курфюрста из обсерватории Мангейма, в 1785 году. Латинское название созвездия включает аббревиатуру «CTEA», что означает «Карл Теодор и Елизавета Августа» — в честь покровителя астронома и его супруги.
Созвездие состояло из нескольких тусклых звёзд между Водолеем и Орлом, в астрономическую практику не вошло и было быстро забыто. Ныне не включается в список созвездий.